# Андрюк
Андрюк (Шан; адыг. Андры́гу) — река в России, течёт по территории Псебайского городского поселения и Андрюковского сельского поселения Мостовского района на юго-востоке Краснодарского края. Правый приток Малой Лабы.
Длина реки — 31 км. Площадь водосборного бассейна — 208 км². Начинается на северо-восточном склоне г. Хацавита, верхние притоки берут начало с гор Мишин и Чинарёв Бугор. Устье — река Малая Лаба, в станице Андрюки.
Этимология названия затруднена. К. Х. Меретуков пишет, что название реки происходит от шапсугского субэтноса «Андрыгу», до мухаджирства проживавшего здесь и давшего адыгское название местности и реки — адыг. Андры́гу. Вторую составляющую топонима — «гу» — можно перевести как «сердце», «середина». Дж. Н. Коков также пишет о черкесском происхождении топонима. В то же время, А. В. Твёрдый пишет, что название возможно связано со старым русским словом «андрец» — «одрец, одноколка с волоком».
Андрюк имеет более 100 притоков, среди крупнейших — реки Солёная (пр), Кызыл-Бек (пр), Угольная (лв), Усынок, Борисенки (лв). В верхнем течении пересекает урочище Котёл и течёт вдоль хребта Ахызырта (притоки берут начало на г. Лысая и Ахызырта), на 5-вёрстной карте Кавказа подписан как р. Богоджоко.
На реке стоят населённые пункты: посёлок Солёный и станица Андрюки.